# Азійський антициклон
Азійський антициклон або Азі́йський ма́ксимум (Центральноазійський антициклон, Монгольський антициклон, Сибірський антициклон) — область високого тиску, яка розташована над центральною частиною Азії протягом майже усього зимового періоду. На середньомісячних картах тиску добре виявлений з листопада по березень. Середній тиск в центрі азійського антициклону в січні перевищує 1030 мбар (0,103 Мн/м²), в деяких частинах може доходити до 1080 гПа.

## Загальна характеристика
Азійський антициклон приносить дуже холодну (в приземних шарах) і малосніжну зиму у внутрішньоматериковому райони Азії. У літні періоди на зміну антициклону приходить азійська депресія. В утворенні вирішальну роль відіграє сильне охолодження повітря, скупченню якого сприяє орографія Сибіру та Центральній Азії (високі гори на півдні і низовинні простори, відкриті у бік Північного Льодовитого океану). Тиск у центрі досягає найбільших на Землі величин — 1 080 мб. Антициклон має істотний вплив на атмосферні процеси над Сибіром та Центральною Азією. В районах його формування зберігається стійка тиха безхмарна погода з сильними морозами. Взимку деколи відроги антициклону поширюються і на Україну, зумовлюючи тут безхмарну погоду з сильними морозами.